# Labatut (Ariège)
Labatut település Franciaországban, Ariège megyében. Lakosainak száma 177 fő (2022. január 1.). Labatut Canté, Lissac, Cintegabelle és Gaillac-Toulza községekkel határos.

## Népesség
A település népességének változása:
| Lakosok száma | 109  | 81   | 80   | 110  | 165  | 172  | 176  | 176  | 177  | 177  |
|               | 1968 | 1982 | 1990 | 2006 | 2013 | 2015 | 2017 | 2019 | 2020 | 2022 |